# Psapharochrus bivittis
Psapharochrus bivittis är en skalbaggsart som först beskrevs av White 1855. Psapharochrus bivittis ingår i släktet Psapharochrus och familjen långhorningar.
Artens utbredningsområde är:
- Honduras.
- Nicaragua.
- Panama.

Inga underarter finns listade i Catalogue of Life.